# Port lotniczy Erie
Port lotniczy Erie (IATA: ERI, ICAO: KERI) – port lotniczy położony 8 km na południowy zachód od Erie, w stanie Pensylwania, w Stanach Zjednoczonych.

## Linie lotnicze i połączenia
- American Airlines obsługiwane przez Piedmont Airlines (Charlotte [od 3 maja 2019][2])
- Delta Connection obsługiwane przez Pinnacle Airlines (Detroit)
- United Express obsługiwane przez CommutAir (Cleveland)
- US Airways Express obsługiwane przez Piedmont Airlines (Filadelfia)